# Championnat du monde junior de rugby à XV 2011
Navigation
Championnat du monde junior 2010 Championnat du monde junior 2012
Le Championnat du monde junior de rugby à XV 2011 se déroule en Italie du 10 juin au 26 juin 2011 et voit la victoire de la Nouvelle-Zélande qui conserve de nouveau son titre.

## Équipes participantes et groupes
| Groupe A                 | Groupe B      | Groupe C           |
| ------------------------ | ------------- | ------------------ |
| Argentine -20            | Australie -20 | Afrique du Sud -20 |
| Pays de Galles -20       | Fidji -20     | Angleterre -20     |
| Italie -20               | France -20    | Écosse -20         |
| Nouvelle-Zélande -20 (T) | Tonga -20     | Irlande -20        |

## Stades
| Ville   | Stade                    | Capacité |
| ------- | ------------------------ | -------- |
| Rovigo  | Stade Mario-Battaglini   | 10 000   |
| Padoue  | Stadio Plebiscito        | 9 600    |
| Trévise | Stade communal di Monigo | 6 700    |

## Tableau final

### Classement 5 à 8
|  | Tour de classement       | Tour de classement      |                    |     | Cinquième place          | Cinquième place          |
|  | Tour de classement       | Tour de classement      |                    |     | Cinquième place          | Cinquième place          |
|  |                          |                         |                    |     |                          |                          |
|  | 22 juin 18 h 00, Padoue  | 22 juin 18 h 00, Padoue |                    |     | 26 juin 14 h 10, Trévise | 26 juin 14 h 10, Trévise |
|  | 22 juin 18 h 00, Padoue  | 22 juin 18 h 00, Padoue |                    |     | 26 juin 14 h 10, Trévise | 26 juin 14 h 10, Trévise |
|  | Pays de Galles -20       | 20                      |                    |     | 26 juin 14 h 10, Trévise | 26 juin 14 h 10, Trévise |
|  | Pays de Galles -20       | 20                      |                    |     | 26 juin 14 h 10, Trévise | 26 juin 14 h 10, Trévise |
|  | Fidji -20                | 34                      |                    |     | 26 juin 14 h 10, Trévise | 26 juin 14 h 10, Trévise |
|  | Fidji -20                | 34                      | Afrique du Sud -20 | 104 |                          |                          |
|  | 22 juin 20 h 10, Padoue  |                         | Afrique du Sud -20 | 104 |                          |                          |
|  |                          | Fidji -20               | 17                 |     |                          |                          |
|  | Irlande -20              | Fidji -20               | 17                 | 15  |                          |                          |
|  | Irlande -20              |                         |                    | 15  |                          |                          |
|  | Afrique du Sud -20       | 57                      |                    |     |                          |                          |
|  | Afrique du Sud -20       | 57                      | Septième place     |     |                          |                          |
|  |                          |                         |                    |     |                          |                          |
|  | 26 juin 12 h 00, Trévise |                         |                    |     |                          |                          |
|  |                          |                         |                    |     |                          |                          |
|  | Pays de Galles -20       | 38                      |                    |     |                          |                          |
|  | Pays de Galles -20       | 38                      |                    |     |                          |                          |
|  | Irlande -20              | 24                      |                    |     |                          |                          |
|  | Irlande -20              | 24                      |                    |     |                          |                          |

### Classement 1 à 4
|  | Demi-finales             | Demi-finales             |                        |    | Finale                  | Finale                  |
|  | Demi-finales             | Demi-finales             |                        |    | Finale                  | Finale                  |
|  |                          |                          |                        |    |                         |                         |
|  | 22 juin 18 h 00, Trévise | 22 juin 18 h 00, Trévise |                        |    | 26 juin 19 h 10, Padoue | 26 juin 19 h 10, Padoue |
|  | 22 juin 18 h 00, Trévise | 22 juin 18 h 00, Trévise |                        |    | 26 juin 19 h 10, Padoue | 26 juin 19 h 10, Padoue |
|  | Angleterre -20           | 33                       |                        |    | 26 juin 19 h 10, Padoue | 26 juin 19 h 10, Padoue |
|  | Angleterre -20           | 33                       |                        |    | 26 juin 19 h 10, Padoue | 26 juin 19 h 10, Padoue |
|  | France -20               | 18                       |                        |    | 26 juin 19 h 10, Padoue | 26 juin 19 h 10, Padoue |
|  | France -20               | 18                       | Nouvelle-Zélande -20   | 33 |                         |                         |
|  | 22 juin 20 h 10, Trévise |                          | Nouvelle-Zélande -20   | 33 |                         |                         |
|  |                          | Angleterre -20           | 22                     |    |                         |                         |
|  | Australie -20            | Angleterre -20           | 22                     | 7  |                         |                         |
|  | Australie -20            |                          |                        | 7  |                         |                         |
|  | Nouvelle-Zélande -20     | 37                       |                        |    |                         |                         |
|  | Nouvelle-Zélande -20     | 37                       | Match pour la 3e place |    |                         |                         |
|  |                          |                          |                        |    |                         |                         |
|  | 26 juin 17 h 00, Padoue  |                          |                        |    |                         |                         |
|  |                          |                          |                        |    |                         |                         |
|  | France -20               | 17                       |                        |    |                         |                         |
|  | France -20               | 17                       |                        |    |                         |                         |
|  | Australie -20            | 30                       |                        |    |                         |                         |
|  | Australie -20            | 30                       |                        |    |                         |                         |

### Finale
La finale de la compétition a lieu le 26 juin 2011 au Stadio Plebiscito, à Padoue. Elle voit la Nouvelle-Zélande s'imposer face à l'Angleterre sur le score de 33 à 22.
| Finale Dimanche 26 juin 2011 | Angleterre -20                                                                                            | 22 - 33 (10 - 20) | Nouvelle-Zélande -20 | Stadio Plebiscito, Padoue 10 100 spectateurs Arbitre : Jaco Peyper |
| Finale Dimanche 26 juin 2011 | Essai(s) : 3 Wade (6e, 58e), Thomas (47e) Transformation(s) : 2 Ford (6e, 49e) Pénalité(s) : 1 Ford (35e) | Rapport           | Essai(s) : 3 Piutau (26e), Tameifuna (40e), Barrett (71e) Transformation(s) : 3 Anscombe (26e, 40e, 71e) Pénalité(s) : 4 Anscombe (23e, 32e, 41e, 60e) | Stadio Plebiscito, Padoue 10 100 spectateurs Arbitre : Jaco Peyper |
| Finale Dimanche 26 juin 2011 | | Rapport           | | Stadio Plebiscito, Padoue 10 100 spectateurs Arbitre : Jaco Peyper |

## Classement final 1 à 8
1. Nouvelle-Zélande -20 (T)
2. Angleterre -20
3. Australie -20
4. France -20
5. Afrique du Sud -20
6. Fidji -20
7. pays de Galles -20
8. Irlande -20